# Giovanni di Valois-Angoulême
Giovanni di Valois-Orléans (o d'Angoulême) (tra il 1º maggio e il 7 agosto 1399 – Cognac, 30 aprile 1467) conte d'Angoulême, era figlio di Luigi di Valois, duca d'Orléans, e di Valentina Visconti. Fu il fondatore della dinastia dei Valois-Angoulême.

## Biografia
Giovanni, come suo fratello maggiore Carlo, venne fatto ostaggio dagli inglesi nel 1412 a soli tredici anni e come il fratello subì una lunghissima prigionia, infatti venne liberato solo nel 1444.
Nel 1451, sotto gli ordini del fratellastro Jean de Dunois, combatté in Guienna e contribuì a liberarla dagli inglesi.
Alla sua morte venne tumulato nella cattedrale di Angoulême.

## Matrimonio e progenie
Il 31 agosto 1449 Giovanni sposò Marguerite de Rohan, figlia di Alan IX di Rohan e di Marguerite de Bretagne, dama di Guillac; Giovanni e Marguerite ebbero:
- Luigi (1455 - 1458);
- Charles (1459 - 1496), conte d'Angoulême, padre di Francesco I di Francia;
- Giovanna (1462-1520), sposa di Charles François de Coetivy, conte di Taillebourg.

Giovanni ebbe anche un figlio illegittimo: Jean de Valois, bastardo d'Angoulême, che legittimerà nel 1458.

## Ascendenza
|                              |                      |                        | Genitori              |  |  | Nonni |  |  | Bisnonni               |  |  | Trisnonni             |  |
|                              |                      |                        |                       |  |  |       |  |  | Giovanni II di Francia |  |  | Filippo VI di Francia |  |
|                              |                      |                        |                       |  |  |       |  |  | Giovanni II di Francia |  |  | Filippo VI di Francia |  |
|                              |                      | Giovanna di Borgogna   |                       |  |  |       |  |  | Giovanni II di Francia |  |  |                       |  |
| Carlo V di Francia           |                      |                        |                       |  |  |       |  |  | Giovanni II di Francia |  |  |                       |  |
|                              |                      | Bona di Lussemburgo    | Giovanni I di Boemia  |  |  |       |  |  |                        |  |  |                       |  |
|                              |                      | Bona di Lussemburgo    | Giovanni I di Boemia  |  |  |       |  |  |                        |  |  |                       |  |
|                              |                      | Bona di Lussemburgo    | Elisabetta di Boemia  |  |  |       |  |  |                        |  |  |                       |  |
| Luigi di Valois              |                      | Bona di Lussemburgo    |                       |  |  |       |  |  |                        |  |  |                       |  |
|                              |                      | Pietro I di Borbone    | Luigi I di Borbone    |  |  |       |  |  |                        |  |  |                       |  |
|                              |                      | Pietro I di Borbone    | Luigi I di Borbone    |  |  |       |  |  |                        |  |  |                       |  |
|                              |                      | Pietro I di Borbone    | Maria di Avesnes      |  |  |       |  |  |                        |  |  |                       |  |
| Giovanna di Borbone          |                      | Pietro I di Borbone    |                       |  |  |       |  |  |                        |  |  |                       |  |
|                              |                      | Isabella di Valois     | Carlo di Valois       |  |  |       |  |  |                        |  |  |                       |  |
|                              |                      | Isabella di Valois     | Carlo di Valois       |  |  |       |  |  |                        |  |  |                       |  |
|                              |                      | Isabella di Valois     | Mahaut di Châtillon   |  |  |       |  |  |                        |  |  |                       |  |
| Giovanni di Valois-Angoulême |                      | Isabella di Valois     |                       |  |  |       |  |  |                        |  |  |                       |  |
|                              | Galeazzo II Visconti | Stefano Visconti       |                       |  |  |       |  |  |                        |  |  |                       |  |
|                              | Galeazzo II Visconti | Stefano Visconti       |                       |  |  |       |  |  |                        |  |  |                       |  |
|                              | Galeazzo II Visconti | Valentina Doria        |                       |  |  |       |  |  |                        |  |  |                       |  |
| Gian Galeazzo Visconti       | Galeazzo II Visconti |                        |                       |  |  |       |  |  |                        |  |  |                       |  |
|                              |                      | Bianca di Savoia       | Aimone di Savoia      |  |  |       |  |  |                        |  |  |                       |  |
|                              |                      | Bianca di Savoia       | Aimone di Savoia      |  |  |       |  |  |                        |  |  |                       |  |
|                              |                      | Bianca di Savoia       | Violante Paleologa    |  |  |       |  |  |                        |  |  |                       |  |
| Valentina Visconti           |                      | Bianca di Savoia       |                       |  |  |       |  |  |                        |  |  |                       |  |
|                              |                      | Giovanni II di Francia | Filippo VI di Francia |  |  |       |  |  |                        |  |  |                       |  |
|                              |                      | Giovanni II di Francia | Filippo VI di Francia |  |  |       |  |  |                        |  |  |                       |  |
|                              |                      | Giovanni II di Francia | Giovanna di Borgogna  |  |  |       |  |  |                        |  |  |                       |  |
| Isabella di Valois           |                      | Giovanni II di Francia |                       |  |  |       |  |  |                        |  |  |                       |  |
|                              |                      | Bona di Lussemburgo    | Giovanni I di Boemia  |  |  |       |  |  |                        |  |  |                       |  |
|                              |                      | Bona di Lussemburgo    | Giovanni I di Boemia  |  |  |       |  |  |                        |  |  |                       |  |
|                              |                      | Bona di Lussemburgo    | Elisabetta di Boemia  |  |  |       |  |  |                        |  |  |                       |  |
|                              |                      | Bona di Lussemburgo    |                       |  |  |       |  |  |                        |  |  |                       |  |